# Список сортировочных станций «Российских железных дорог»
Сортировочные станции — главные пункты по организации вагонопотоков на сети железных дорог. На сети «Российских железных дорог» находится 39 сортировочных станций, в том числе 29 станций сетевого значения.

## Сетевого значения
Сортировочные станции сетевого значения (опорные сортировочные станции) располагаются в узлах, где пересекаются важнейшие магистральные линии, и служат главным образом для формирования сквозных поездов дальних назначений. 
| №  | Название                                 | Железная дорога    | Код ЕСР                 | Субъект РФ            | Координаты      |
| -- | ---------------------------------------- | ------------------ | ----------------------- | --------------------- | --------------- |
| 1  | Санкт-Петербург-Сортировочный-Московский | Октябрьская        | 030006                  | Санкт-Петербург       | (T) (Я) (O) (W) |
| 2  | Бекасово-Сортировочное                   | Московская         | 180006                  | Москва                | (T) (Я) (O) (W) |
| 3  | Рыбное                                   | Московская         | 220006                  | Рязанская область     | (T) (Я) (O) (W) |
| 4  | Орехово-Зуево                            | Московская         | 230008                  | Московская область    | (T) (Я) (O) (W) |
| 5  | Юдино                                    | Горьковская        | 250001                  | Татарстан             | (T) (Я) (O) (W) |
| 6  | Агрыз                                    | Горьковская        | 254905                  | Татарстан             | (T) (Я) (O) (W) |
| 7  | Нижний Новгород-Сортировочный            | Горьковская        | 260003                  | Нижегородская область | (T) (Я) (O) (W) |
| 8  | Лянгасово                                | Горьковская        | 270005                  | Кировская область     | (T) (Я) (O) (W) |
| 9  | Лоста                                    | Северная           | 300003                  | Вологодская область   | (T) (Я) (O) (W) |
| 10 | Ярославль-Главный                        | Северная           | 310005                  | Ярославская область   | (T) (Я) (O) (W) |
| 11 | Лихая                                    | Северо-Кавказская  | 580003                  | Ростовская область    | (T) (Я) (O) (W) |
| 12 | Лиски                                    | Юго-Восточная      | 582005, 582109 (перев.) | Воронежская область   | (T) (Я) (O) (W) |
| 13 | Кочетовка I                              | Юго-Восточная      | 600006                  | Тамбовская область    | (T) (Я) (O) (W) |
| 14 | Им. Максима Горького                     | Приволжская        | 611000                  | Волгоградская область | (T) (Я) (O) (W) |
| 15 | Пенза III                                | Куйбышевская       | 630001                  | Пензенская область    | (T) (Я) (O) (W) |
| 16 | Дема                                     | Куйбышевская       | 650005                  | Башкортостан          | (T) (Я) (O) (W) |
| 17 | Кинель                                   | Куйбышевская       | 657305                  | Самарская область     | (T) (Я) (O) (W) |
| 18 | Пермь-Сортировочная                      | Свердловская       | 760008                  | Пермский край         | (T) (Я) (O) (W) |
| 19 | Екатеринбург-Сортировочный               | Свердловская       | 780001                  | Свердловская область  | (T) (Я) (O) (W) |
| 20 | Войновка                                 | Свердловская       | 790408, 790304 (перев.) | Тюменская область     | (T) (Я) (O) (W) |
| 21 | Челябинск-Главный                        | Южно-Уральская     | 800008                  | Челябинская область   | (T) (Я) (O) (W) |
| 22 | Московка                                 | Западно-Сибирская  | 830003                  | Омская область        | (T) (Я) (O) (W) |
| 23 | Входная                                  | Западно-Сибирская  | 830200                  | Омская область        | (T) (Я) (O) (W) |
| 24 | Алтайская                                | Западно-Сибирская  | 840005                  | Алтайский край        | (T) (Я) (O) (W) |
| 25 | Инская                                   | Западно-Сибирская  | 850007                  | Новосибирская область | (T) (Я) (O) (W) |
| 26 | Красноярск-Восточный                     | Красноярская       | 890201                  | Красноярский край     | (T) (Я) (O) (W) |
| 27 | Тайшет                                   | Восточно-Сибирская | 920002                  | Иркутская область     | (T) (Я) (O) (W) |
| 28 | Иркутск-Сортировочный                    | Восточно-Сибирская | 930004                  | Иркутская область     | (T) (Я) (O) (W) |
| 29 | Хабаровск II                             | Дальневосточная    | 970001                  | Хабаровский край      | (T) (Я) (O) (W) |

## Региональные
Региональные сортировочные станции перерабатывают вагонопотоки, зарождающиеся или погашаемые в узлах и на участках между ближайшими сортировочными станциями. На них формируются в основном участковые, сборные, передаточные и вывозные поезда.
| №  | Название                  | Железная дорога   | Код ЕСР | Субъект РФ            | Координаты      |
| -- | ------------------------- | ----------------- | ------- | --------------------- | --------------- |
| 30 | Волховстрой I             | Октябрьская       | 040008  | Ленинградская область | (T) (Я) (O) (W) |
| 31 | Смоленск-Сортировочный    | Московская        | 170004  | Смоленская область    | (T) (Я) (O) (W) |
| 32 | Люблино-Сортировочное     | Московская        | 190008  | Москва                | (T) (Я) (O) (W) |
| 33 | Брянск-Льговский          | Московская        | 200002  | Брянская область      | (T) (Я) (O) (W) |
| 34 | Батайск                   | Северо-Кавказская | 510007  | Ростовская область    | (T) (Я) (O) (W) |
| 35 | Анисовка                  | Приволжская       | 625501  | Саратовская область   | (T) (Я) (O) (W) |
| 36 | Сызрань I                 | Куйбышевская      | 635607  | Самарская область     | (T) (Я) (O) (W) |
| 37 | Орск                      | Южно-Уральская    | 810006  | Оренбургская область  | (T) (Я) (O) (W) |
| 38 | Оренбург                  | Южно-Уральская    | 811905  | Оренбургская область  | (T) (Я) (O) (W) |
| 39 | Комсомольск-Сортировочный | Дальневосточная   | 960007  | Хабаровский край      | (T) (Я) (O) (W) |